# Plac Poczdamski
Plac Poczdamski (niem. Potsdamer Platz) – jeden z największych i najruchliwszych placów w centralnym Berlinie, w dzielnicach Mitte oraz Tiergarten, w okręgu administracyjnym Mitte. Nazwa pochodzi od niemieckiego miasta Poczdam.

## Historia

### Lata wczesne

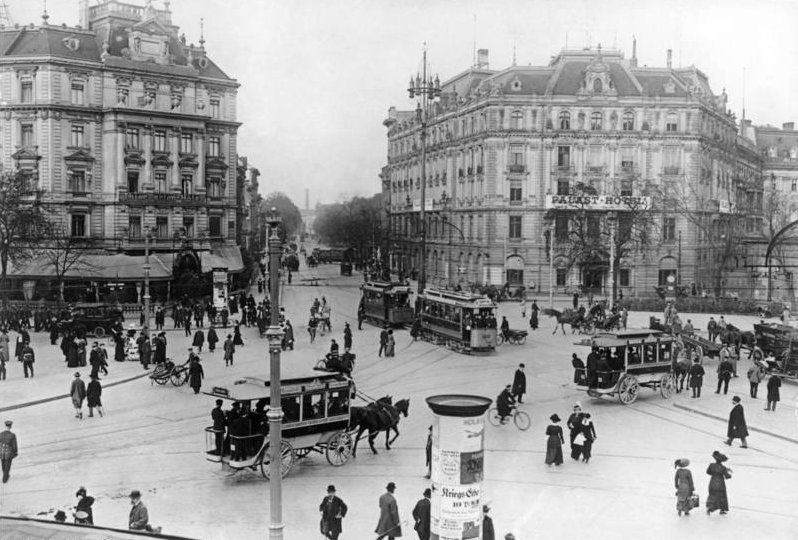
Plac Poczdamski w 1914 r.

Dwukrotnie w prawie trzystuletniej historii placu przebiegały przez niego mury graniczne. Plac powstał jako rozstaje dróg przed nieistniejącą już Bramą Poczdamską (Potsdamer Tor) należącą do zbudowanego w latach 1734–1737 berlińskiego muru celnego i akcyzowego. Po likwidacji tego muru stał się wraz z położonym po jego sąsiedniej stronie ośmiokątnym Leipziger Platz rodzajem podwójnego placu. W 1838 przy placu zbudowano dworzec końcowy drugiej w Niemczech i pierwszej w Prusach kolei, w 1902 stację pierwszej linii berlińskiego metra, zaś w 1936 – S-Bahn.
W latach 20. oraz 30. był jednym z najruchliwszych placów w całej Europie. Szczyt sławy przypadł na lata 20., kiedy to wraz z Alexanderplatz, centra te stanowiły serce berlińskiego życia nocnego. W 1924 na placu zamontowano pierwszą w Niemczech (i w Europie) sygnalizację świetlną.

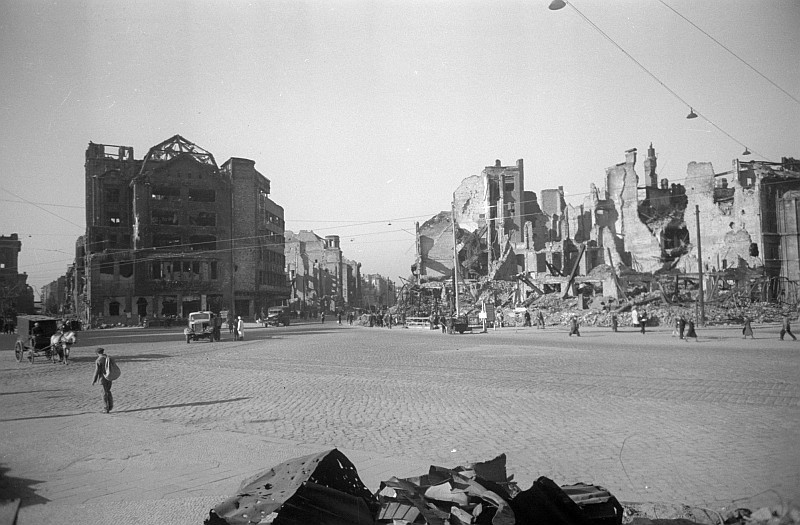
Plac Poczdamski w 1945 r.

### II wojna światowa
Jak było w przypadku całego Berlina, tak i wiele budynków wokół placu Poczdamskiego zostało kompletnie zniszczone przez ataki bombowe i ostrzały z ciężkiej artylerii w czasie II wojny światowej. Kiedy pod koniec wojny postanowiono podzielić miasto na sektory okupowane przez aliantów, plac stał się miejscem styku stref: amerykańskiej, brytyjskiej i radzieckiej.
Choć wiele budynków nadawało się do łatwej rekonstrukcji, ze względu na niekorzystne w nowych warunkach położenie zdecydowano się na ich wyburzenie. Pusty areał łącznie z okolicznymi ulicami określano teraz jako plac Poczdamski, choć początkowo nazwa dotyczyła samego skrzyżowania.

### Po 1945

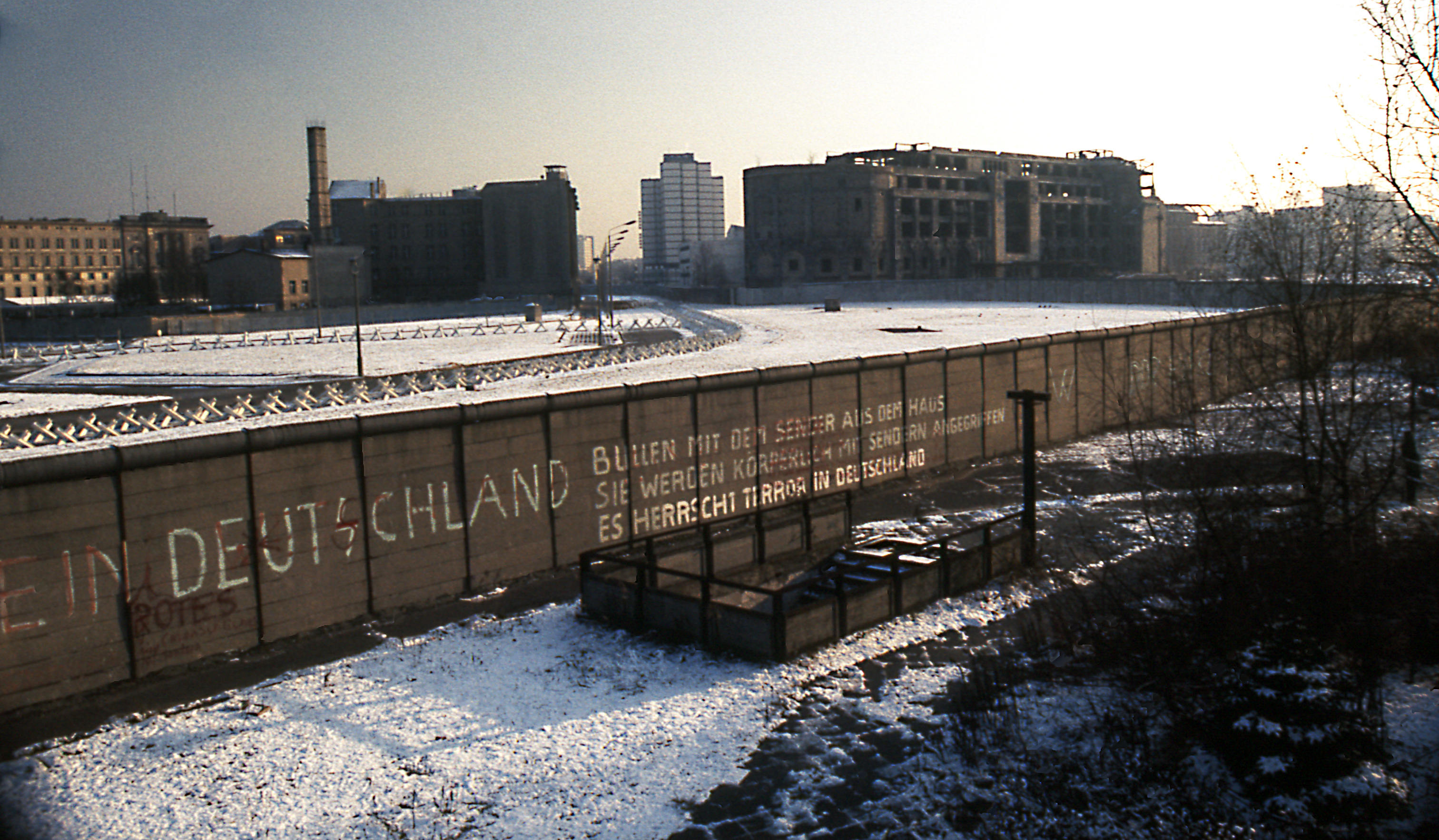
Plac Poczdamski w 1975 r.

W czasie zimnej wojny w latach 50., doszło do ograniczenia transportu między sektorami radzieckim (Berlin Wschodni) a sektorami zachodnimi (Berlin Zachodni). Ponieważ nie można było już swobodnie podróżować między dwiema częściami miasta, plac Poczdamski przestał być ważnym i strategicznym miejscem dla berlińczyków. Po wzniesieniu 13 sierpnia 1961 Muru Berlińskiego plac Poczdamski został podzielony na dwie części. Spowodowało to, zupełne wyludnienie tej części miasta.
Opustoszały i podzielony teren stał się jednym z symboli podzielonego miasta, co znalazło swoje odbicie m.in. w filmie Niebo nad Berlinem w reżyserii Wima Wendersa z 1987, gdzie główny bohater wędruje po Berlinie, nie mogąc znaleźć placu Poczdamskiego.

### Po 1990

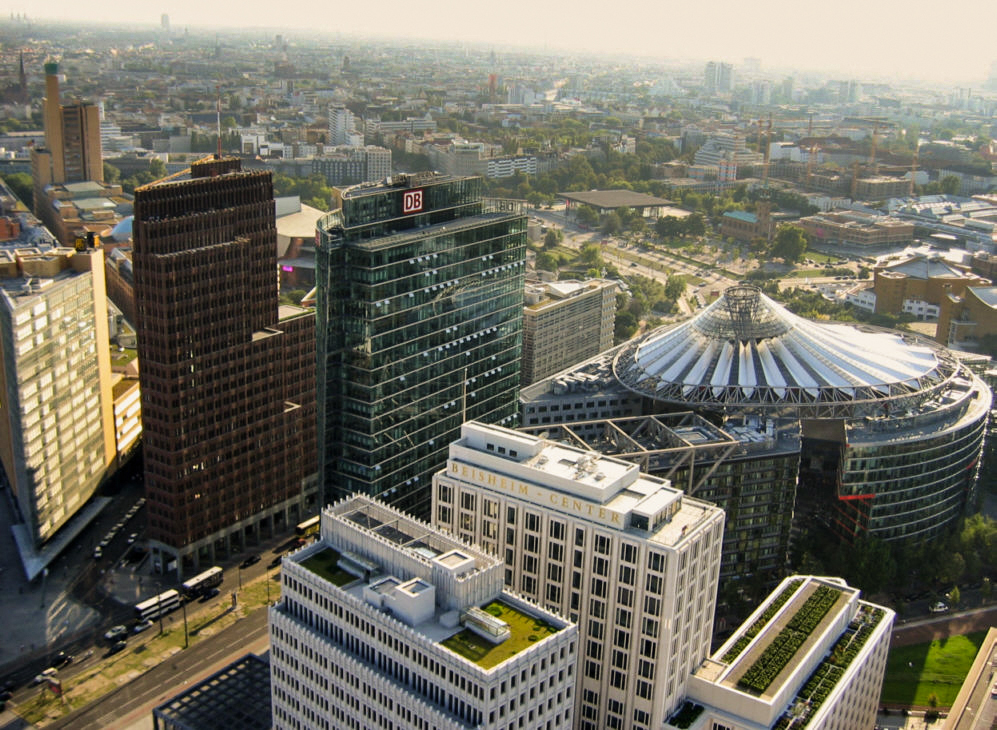
Plac Poczdamski w 2004 r.

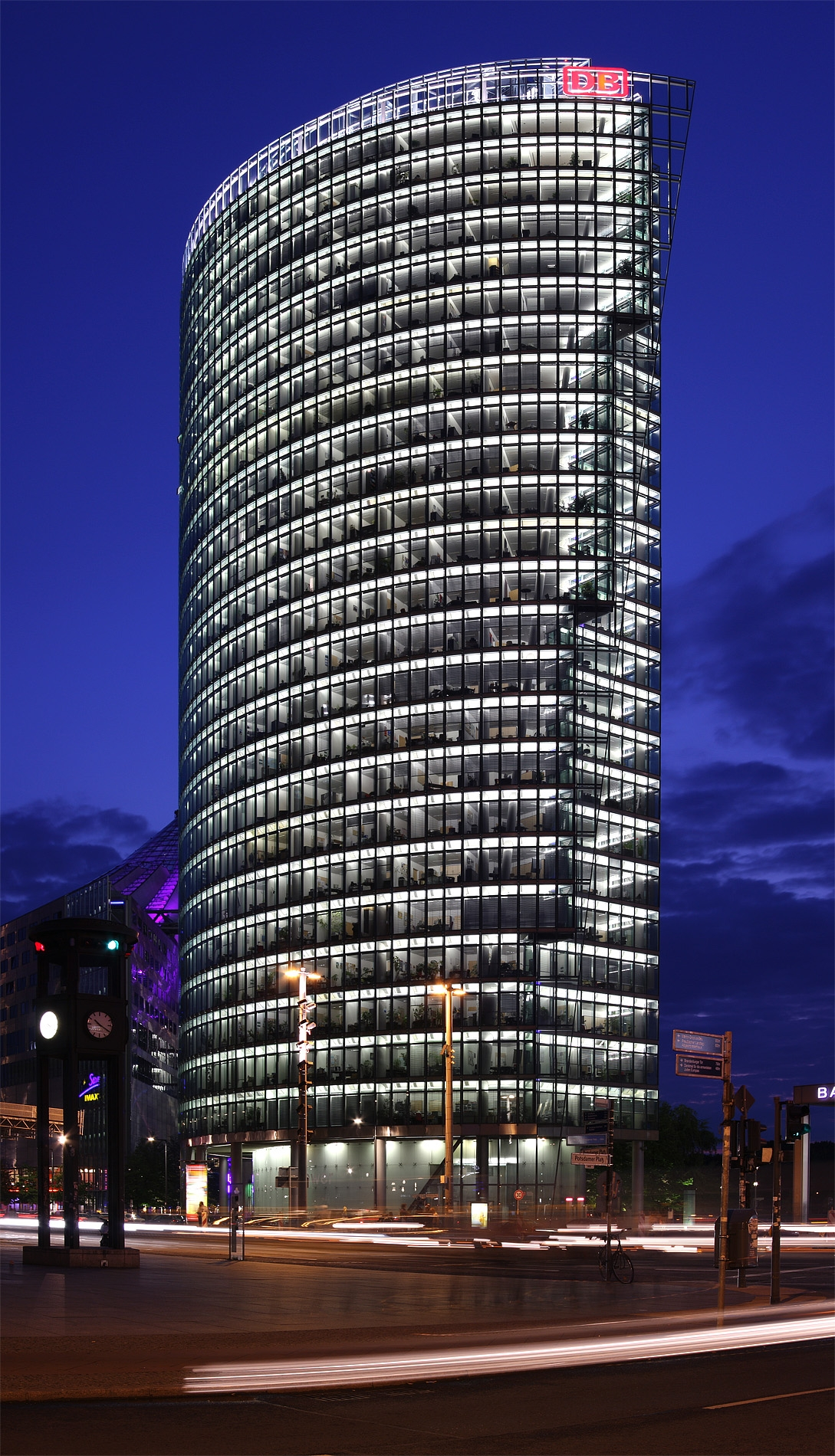
Bahn Tower w 2008 r.

Po zburzeniu Muru Berlińskiego w 1989, Roger Waters 21 lipca 1990 roku wystawił gigantyczny darmowy koncert pod tytułem The Wall (pol. „Mur”) w celu uczczenia końca podziału na RFN i NRD. Koncert miał miejsce na pustym placu Poczdamskim. Wśród słuchaczy koncertu, znalazło się wiele gwiazd filmowych i muzycznych.
Po 1990 roku, ponownie skupiono uwagę na placu, ponieważ był on atrakcyjnym miejscem, położonym blisko centrum miasta. Senat Berlina zdecydował podzielić teren, na którym znajdował się plac na cztery części. Każda z nich została sprzedana innemu inwestorowi, na których miano zbudować nowoczesne budynki. W tym czasie plac Poczdamski stał się największym placem budowy w całej Europie. Pawilon zwany Infobox stanowił pierwszy tymczasowy budynek wzniesiony na terenie wokół placu.
Największa z czterech działek została kupiona przez firmę Daimler-Benz (obecnie nosi ona nazwę Daimler AG), która wynajęła Renzo Piano, autora planu urbanistycznego placu do zaprojektowania kilku budynków. Pojedyncze budynki były projektowane przez wielu indywidualnych architektów zgodnie z planem zabudowy (m.in. Richard Rogers, Arata Isozaki). Obecnie ta cześć wraz z Potsdamer Platz Nr. 1 zaprojektowaną przez Hansa Kolhoffa, jest siedzibą biur, mieszkań i sklepów.
Drugą co do wielkości działkę kupiła firma Sony, która zbudowała tam swoją nową europejską siedzibę główną. Sony Center zaprojektowane przez Helmuta Jahna, jest imponującą konstrukcją monolityczną o elewacji ze szkła i stali. Obecnie Sony Center jest jednym z przykładów nowoczesnej architektury w Berlinie. Oprócz siedziby firmy, w Sony Center znajduje się kino trójwymiarowe oraz liczne butiki i restauracje. W kompleks Sony Center została wbudowana pozostałość po dawnym Hotelu Esplanade. W tym celu przesunięto o 75 metrów zabytkową Salę Cesarską.
Cały projekt jest przez niektórych krytykowany i nie wszyscy podzielają opinie o pożytecznym zaplanowaniu placu. Niemniej jednak plac Poczdamski codziennie odwiedza blisko 70 000 gości, co jest dla krytyków wielkim zaskoczeniem i dowodem osiągnięcia sukcesu przez plac. Plac Poczdamski jest obecnie jednym z punktów wycieczkowych oraz centralnym punktem, gdzie berlińczycy dokonują zakupów. Plac Poczdamski to również główne centrum rozrywkowe Berlina, w trzech kinach które się tam znajdują, jest łącznie około czterdzieści ekranów, na których wyświetlane są filmy, wielki telebim, gdzie transmitowane są najważniejsze imprezy kulturalno-rozrywkowe, akademia filmowa oraz Muzeum Filmu.
Centralną część Sony Center stanowi przykryty dachem otwarty plac. Dach ten jest charakterystycznym symbolem obecnego placu Poczdamskiego. Oświetlenie dachu Sony Center powstało z projektu paryskiego artysty Yanna Kersalé’a. Jego celem było wyróżnienie tej spektakularnej konstrukcji ze stali, szkła i materiału. Gra świateł rozpoczyna się kolorem białym jako przedłużenie dnia i dalej poprzez cyjan do magenty, co obrazować ma zachód słońca. Dach zmienia nieprzerwanie barwę w mniej więcej 21-sekundowej sekwencji aż do późnej nocy.
Pod powierzchnią placu obok istniejącej stacji kolei miejskiej S-Bahn zbudowano podziemną stację kolejową Berlin Potsdamer Platz, otwartą 28 maja 2006 oraz stację metra dla planowanej linii Adenauerplatz–Weißensee.